# Matteo Bruzzo
Il Matteo Bruzzo fu un piroscafo misto, in servizio con questo nome per La Veloce dal 1884 al 1901. Rinominato in seguito Città di Napoli, rimase in forza alla compagnia genovese fino al 1907, quando fu venduto per demolizione.

## Caratteristiche
Lungo 118 metri e largo 12,8, il Matteo Bruzzo aveva una stazza lorda di 3 930 tonnellate. Spinto da una motrice alternativa a vapore da 1 800 cavalli, raggiungeva una velocità di servizio di 13 nodi. Disponeva di sistemazioni di prima classe per 32 passeggeri, di seconda per 20 e posti in batteria per 1 350 emigranti.

## Servizio
Il piroscafo fu costruito nel 1882 presso i Forges et Chantiers de la Méditerranée di La Seyne-sur-Mer per la Fraissinet di Marsiglia, con il nome di Golconde. L'anno successivo fu comprato dal genovese Matteo Bruzzo, già socio della liquidata G.B. Lavarello che da poco aveva costituito una nuova compagnia per rilevarne le attività; il piroscafo fu rinominato Matteo Bruzzo e a partire dai primi mesi del 1884 fu affiancato al Nord America sulla linea per migranti da Genova al Río de la Plata. Ad aprile fu costituita la compagnia La Veloce, che assunse la proprietà della nave.
Nell'ottobre 1884 sul Matteo Bruzzo, partito da Genova per il Rio de la Plata con a bordo 89 membri dell'equipaggio, 68 passeggeri di prima e seconda classe e 1 244 emigranti, si sviluppò un'epidemia di colera, che causò una ventina di vittime. Quando il piroscafo giunse in Uruguay, il 1° novembre, fu respinto dalle autorità locali e, dopo un fallito tentativo di sbarcare i passeggeri in Brasile, respinto dal governo addirittura con la minaccia di cannoneggiare il piroscafo, dovette fare ritorno. Arrivato a Gibilterra il 15 dicembre, fu inviato dalle autorità italiane presso l'isola di Pianosa, dove il carcere fu svuotato e i passeggeri ed equipaggio furono posti in quarantena. La nave riprese servizio nel marzo 1885.
Il 3 settembre 1888 il Matteo Bruzzo partì da Genova per il Plata con a bordo 1 694 passeggeri; giunto al largo di Capo Mele, fu speronato dal piroscafo francese Salvador. L'incidente costò la vita a due donne; il Matteo Bruzzo, riparato, tornò in servizio il mese seguente. Ribattezzato in seguito Città di Genova, rimase in servizio per La Veloce fino al febbraio 1907, quando effettuò l'ultima partenza per il Plata prima di essere venduto per la demolizione.